# Tetramesa townesi
Tetramesa townesi är en stekelart som beskrevs av T.C. Narendran 1994. Tetramesa townesi ingår i släktet Tetramesa och familjen kragglanssteklar.
Artens utbredningsområde är Taiwan. Inga underarter finns listade i Catalogue of Life.